# Dean Court
Dean Court, în prezent cunoscut ca Vitality Stadium din motive de sponsorizare, este un stadion de fotbal situat în Bournemouth, Anglia și locul unde A.F.C. Bournemouth își desfășoară meciurile de pe teren propriu.

## Istorie
În 1910 Boscombe F.C. a primit un teren de la familia Cooper-Dean din oraș, familie după care a fost numită arena. Terenul era o fostă balastieră, dar stadionul nu a fost construit la timp pentru începutul sezonului 1910-11. Ca urmare, clubul a jucat pe stadionul alăturat King’s Park până s-a mutat pe Dean Court în decembrie 1910. Cu toate acestea, facilitățile clubului nu au fost încă gata și jucători se schimbau într-un hotel din apropiere. Lucrările inițiale au inclus o tribună cu 300 de locuri.
În 1923 clubul a fost ales să evolueze în Division Three South al Football League, moment în care și-a schimbat numele în Bournemouth & Boscombe Athletic. Primul meci al Football League s-a jucat pe Dean Court pe 1 septembrie 1923, cu o asistență de 7.000 de persoane, meciul cu Swindon Town încheindu-se la egalitate 0-0. Alte îmbunătățiri realizate au inclus achiziționarea de articole metalice de la British Empire Exhibition de pe Wembley, achiziție care a permis construirea unei tribune de 3.700 de locuri. Terasa acoperită a fost adăugată la partea sudică a stadionului în 1936.
Recordul de prezență la meciurile din campionat a fost stabilit pe 14 aprilie 1948, când 25.495 de persoane au urmărit înfrângerea cu 1-0 în fața celor de la QPR. Recordul de prezență în toate competițiile a fost stabilit pe 2 martie 1957, când 28.799 de spectatori au fost prezenți la un meci de Cupa Angliei împotriva celor de la Manchester United. La scurt timp după aceea, un acoperiș a fost adăugat la tribuna vestică. Clubul a cumpărat mai mult teren în spatele părții de nord a stadionului, cu intenția de a mări tribuna și de a construi un centru de petrecere a timpului liber. Clubul a rămas fără bani în timpul construcției și abandonat-o în 1984. Ca urmare, jumătatea de structură construită a fost demolată, pe locul respectiv construindu-se locuințe. Cea mai mică prezență la un meci de campionat al clubului a fost stabilită pe 4 martie 1986, când la meciul cu Lincoln City au fost prezente 1.873 de persoane.
Stadionul a fost complet reconstruit în 2001, cu terenul rotit la nouăzeci de grade față de poziția sa inițială, îndepărtându-se astfel de locuințele adiacente. Deoarece construcția nu a fost terminată la timp pentru sezonul 2001-02, Bournemouth a jucat primele opt jocuri pe Avenue Stadium în Dorchester. Când Dean Court s-a redeschis, la 10 noiembrie, cu un joc împotriva celor de la Wrexham, și-a obținut și primul nume datorat unui sponsor, devenind Fitness First Stadium.Deși a fost reconstruit ca un stadion cu trei laturi cu o capacitate de 9.600 de locuri, au fost plasate scaune și pe partea de sud nedezvoltată, în toamna anului 2005. La 24 februarie 2004, jucătorul lui Bournemouth James Hayter a marcat cel mai rapid hat-trick din Football League pe Dean Court, înscriind trei goluri în 2 minute și 20 secunde în timpul unui meci împotriva celor de la Wrexham încheiat cu 6-0. Clubul a vândut stadionul în decembrie 2005 într-o afacere de leaseback cu Structadene, o companie londoneză.
În 2010–11 a fost construită o tribună temporară în partea sudică a stadionului, dar a fost înlăturată în sezonul 2011 – 12 după scăderea prezenței la stadion. În iulie 2011 stadionul a fost redenumit Seward Stadium după ce drepturile de nume au fost vândute către Seward Motor Group. După ce Seward a intrat în administrare specială în februarie 2012, stadionul a fost redenumit Goldsands Stadium pentru doi ani. În vara anului 2013 o tribună de 2.400 de locuri a fost construită pe latura nedezvoltată ca urmare a promovării clubului în Championship. În iulie 2013, tribuna a primit numele fostului atacant al clubului Ted MacDougall.

## Dezvoltări ulterioare
În august 2014, președintele Jeff Mostyn a anunțat că intenționează reamenajarea stadionul, în locul construirii unui stadion la Matchams. Cu o capacitate limitată de 11.464 de locuri, s-a intenționat construirea unei tribune permanente și construirea de locuri în colțurile stadionului dacă echipa continuă să joace în Premier League.
Dean Court este de departe cel mai mic stadion din Premier League, singurul care are mai puțin de 20.000 de locuri. Doar alte trei stadioane, Liberty Stadium (Swansea City), Vicarage Road (Watford) și Turf Moor (Burnley) au mai puțin de 25.000 de locuri.

## Galerie

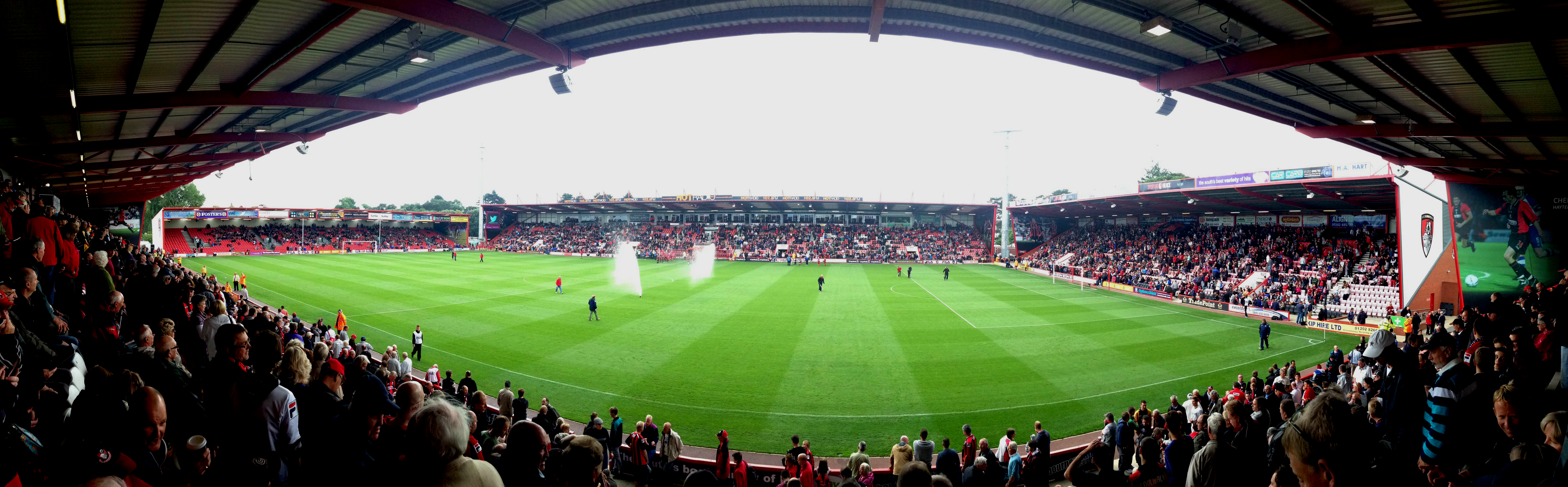
Vedere din Tribuna de Est
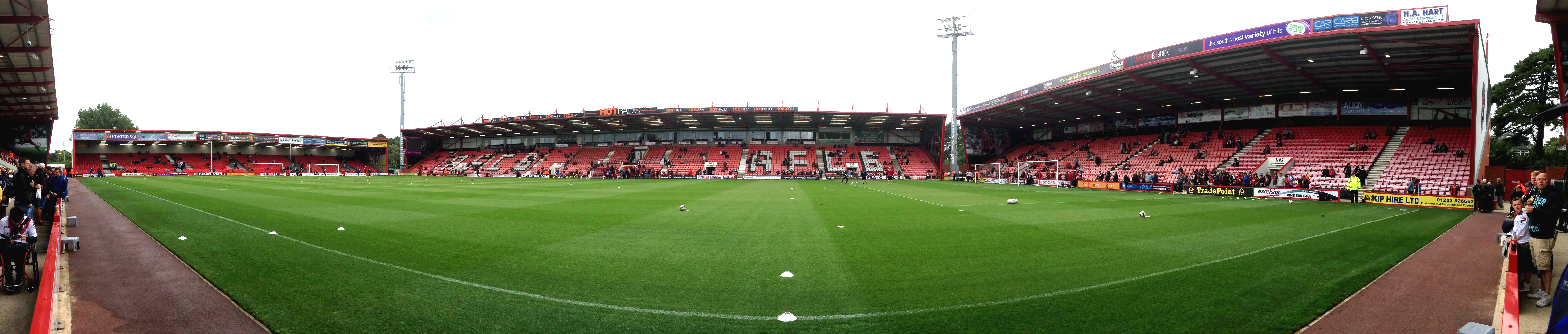
Vedere din Tribuna de Est